# Ноа Сонко Сундберг
Джонатан Ноа Кемесенг Сонко Сундберг (на шведски: Jonatan Noah Kemeseng Sonko Sundberg) е шведски и гамбийски футболист, защитник на „Арис“ (Солун).

## Кариера
Юноша на ЕИК и АИК, играл е още за „Сундсвал“ и „Йостерсунд“. На 4 ноември 2021 г. той подписва договор с „Левски“ (София), който влиза в сила с началото на 2022 г.
С убедителната си игра в сърцето на защитата се утвърждава като твърд титуляр,[източник? (Поискан преди 2 дни)] редом до Хосе Кордоба. На 30 април 2022 г. в мач срещу „Ботев“ (Пловдив) вкарва първия си гол за отбора след зрелищен далечен удар. През лятото на 2023 г. е избран за вицекапитан на отбора.

## Успехи
Левски (София)
- Купа на България (1): 2022